# Ифигенија
Ифигенија је у грчкој митологији била ћерка микенског краља Агамемнона и Клитемнестре. 
Ифигенију је њен отац убио јер је хтео отићи у Тројански рат, иако му је тешко пало кад је то сазнао од свог врачара. Намамио ју је тако што је саслушао предлог мудрог Одисеја. У писму које је слао Ифигенији писало је да Ахил жели да се ожени са њом и да се нађу код Артемидиног олтара. Када је дошла у пратњи њене мајке Клитемнестере, њен отац бризну у плач. Када га Ифигенија упита шта је било па плаче, Агаменон јој исприча шта је и како је. Ифигенија се сложила са тиме. Када се свештеник у присуству свих сем Клитенместре таман спреми да је убије, Артемида је спасила Ифигенија у последњи час и за жртву подметнула срну. Ифигенија је сада, по веровању, Артемидина свештеница.